# 弗洛尔切·梅耶内斯
弗洛尔切·梅耶内斯（荷蘭語：Floortje Meijners，1987年1月16日—），荷蘭女子排球運動員，司職接應二传。現時效力於意超球隊蒙扎女排俱乐部。
梅耶内斯在2005年開始成為荷蘭國家女子排球隊一員。但隨著羅內科·斯洛特耶斯進入了國家隊，她便被其擠掉出國家隊甚至連進入國家隊的大名單也沒機會。由於其在國家隊沒有立足之地，2010年她便移居意大利參與當地聯賽，展開其職業生涯。
直至2020年，由於羅內科·斯洛特耶斯的能力大幅下降，主帥再度召回梅耶内斯入國家隊參與2020年東京奧運落選賽。這是她相隔13年再次為代表國家隊出戰。